# 柔毛新花瓣蟹
柔毛新花瓣蟹（学名：Neoliomera pubescens），又名夏威夷草莓蟹，为扇蟹科新花瓣蟹属的动物。分布于夏威夷、塔希提岛、萨摩亚群岛、斐济群岛、加罗林群岛、毛里求斯以及中国大陆的西沙群岛等地，生活环境为海水，多见于珊瑚礁浅水中。